# Josep Farré
Josep Farré Gonzalez (nacido como Josep Farré, el año 1928 en Barcelona, España) fue un lutier y restaurador de guitarras, bandurrias y laúdes. Destacado por la minuciosa construcción de guitarras.

## Reseña biográfica
Josep Farré González nació en Barcelona en 1928. Inició su carrera como ebanista y comenzó a construir guitarras en 1954. En 1956, se incorporó a la fábrica de guitarras Juan Estruch de Barcelona donde permaneció hasta 1974. Posteriormente, trabajó en la fábrica de guitarras Taurus, donde se convirtió en capataz. En 1975 se lanza por su cuenta y monta su propio taller en la calle San Félix de Vilafranca del Penedès cerca de Barcelona.
1956-1974 - Trabaja en la fábrica de guitarras Juan Estruch de Barcelona.
1974-1975 - Capataz de taller en la fábrica de guitarras Taurus.
1975 - Inicia su propio taller en la Calle San Félix, en Vilafranca del Penedés, cerca de Barcelona.
Sus guitarras muestran influencias especialmente de José Ramírez e Ignacio Fleta. También hizo laúdes y bandurrias. Se detuvo a mediados de la década de 1990.
Sus guitarras se caracterizan por su minucioso trabajo hecho al detalle y con cura, lo que las hace de muy buena construcción y sin necesitar de su restauración pese a los años. Hizo guitarras tanto de concierto como algunas pocas flamencas. Construía sobre todo guitarras con madera de palosanto de india, material que le agradaba para construir. También restauró guitarras de Torres, Pagés, Pernas y Enrique García, entre otros.
Principalmente construyó muy buenas guitarras de concierto, a excepción de alguna flamenca.
Dada su gran modestia no recibió los premios que merecía, ya que no se presentó nunca a ninguna exposición pese a la gran calidad de su obra.
Durante los últimos años de su carrera, en la década de los 80, construyó guitarras para su íntimo amigo el Sr. Ferran Prat, guitarras que llevan el nombre de ambos en la etiqueta.
- Datos: Q110147926